# إعصار أوفيليا (2011)
إعصار أوفيليا هو الإعصار الأكثر كثافة لموسم الأعاصير الأطلسية لعام 2011 ، وكان الإعصار الاستوائي السابع عشر والعاصفة الاستوائية السادسة عشرة والإعصار الخامس والإعصار الرئيسي الثالث، أوفيليا، كان عبارة عن موجة استوائية في وسط المحيط الأطلسي ، تشكلت في منتصف الطريق بين جزر الرأس الأخضر وجزر الأنتيل الصغرى في 17 سبتمبر، وكانت تتحرك إلى الغرب والشمال الغربي، تمت ترقية أوفيليا إلى عاصفة استوائية في 21 سبتمبر، وبلغت ذروتها الأولية 65 ميلا في الساعة (100 كم / ساعة) في 22 سبتمبر، مع دخول العاصفة منطقة من رياح القص العالية بدأت تضعف، وخفضت بعد ذلك إلى بقايا منخفض في 25 سبتمبر، في اليوم التالي ومع ذلك، بدأت بقايا النظام إعادة التنظيم كما أن رياح القص قد انخفضت، وفي 27 أيلول / سبتمبر بدأ المركز الوطني للأعاصير مرة أخرى في تقديم المشورة بشأن النظام. في اتجاه الشمال، استعادت أوفيليا حالة العاصفة الاستوائية في وقت مبكر من 28 سبتمبر، و
وتعمقت بسرعة لتحقيق أقصى كثافة لها مع أقصى رياح مستدامة 140 ميلا في الساعة (220 كم / ساعة) بعد عدة أيام ضعف النظام حيث دخل درجات حرارة سطح البحر الباردة وبدأ الانتقال التدريجي إلى
إعصار خارج استوائي بحلول 3 أكتوبر. بعد تطور أوفيليا، صدرت العديد من التحذيرات لجزر الكاريبي في شمال شرق البلاد. وحث السكان على الاستعداد للرياح القوية والفيضانات الكبيرة. ومع اقتراب النظام، أنتجت أوفيليا عدة بوصات من الأمطار، مما أدى إلى الانهيارات الطينية والعديد من عمليات إنقاذ الطرق. في حين سجلت مجاميع الأمطار الخفيفة والرياح العاصفة تحت قوة العاصفة الاستوائية في جزيرة برمودا، تسببت موجة العواصف والتيارات الخطيرة على طول الساحل في أضرار بالغة. في نيوفاوندلاند، ساهمت الأمطار الغزيرة في الفيضانات التي دمرت الطرق والعديد من المباني. بعد انتقال أوفيليا إلى إعصار خارج المداري، تم حث السكان في جميع أنحاء أوروبا على التحضر للرياح القوية التي تزيد على 120 كم / الساعة في بعض المواقع، وكذلك تراكمات هطول الأمطار تصل إلى 100 ملم. في أيرلندا الشمالية، أدى مزيج من الرطوبة والطقس الأكثر برودة بشكل ملحوظ إلى إنتاج عدة بوصات من الثلوج في جميع أنحاء المنطقة، مما أدى إلى قطع الكهرباء عن مئات المنازل، وبشكل عام، لم تسجل أي وفيات من أوفيليا، وكانت الاضرار بسيطة.